# 투생 루베르튀르
투생 루베르튀르(프랑스어: Toussaint Louverture, 1743년 5월 20일 ~ 1803년 4월 7일)는 아이티의 혁명가, 독립 투사이다. 지금까지 가장 잘 알려진 흑인 투사들 중의 하나였고, 노예 제도를 끝내고, 프랑스로부터 산도밍고(현 아이티)의 독립 운동을 이끌었다. 또한 프랑스 군의 장군과 산도밍고(산토도밍고의 프랑스어 이름)의 식민 통치자로도 지냈다.
'아이티 독립의 아버지', '검은 스파르타쿠스', '검은 자코뱅'이라는 별명을 가지고 있다.

## 생애
프랑수아 도미니크 투생(François Dominique Toussaint)이란 본명으로 지금의 카프아이티앵 근처에서 노예로 태어나 마부로 일했다. 독학으로 프랑스어를 읽고 쓰는 것을 배웠다. 자유와 평등을 주장하는 볼테르 등의 계몽주의 사상가들의 책을 읽으며 혁명가가 되었다. 그가 태어난 히스파니올라는 1492년 콜럼버스가 발견한 섬이다. 카리브해에 있는 서인도 제도의 하나로 당시 산도밍고(현 아이티)는 프랑스 식민지였으며 사탕수수, 커피, 담배, 코코아 재배로 매우 풍요로운 지역이었다.
산도밍고는 섬의 서쪽 절반 가량만 프랑스 식민지였고 동쪽은 스페인 식민지였다. 인구 구성은 다수가 지주였던 백인 4만, 혼혈(물라토) 6만, 흑인 50 여만명 정도였다. 흑인들은 노예였고 플랜태이션 농장에서의 가혹한 노동으로 인해 매년 10 % 정도가 사망하였다. 1789년에 프랑스 혁명 소식을 전해들은 흑인 노예들은 '자유, 평등, 우애'의 원칙을 산도밍고에도 적용하라고 요구했다. 하지만 프랑스 혁명정부는 인정하지 않았고 흑인들은 이에 무력으로 저항했다.
1791년 8월 22일, 프랑스 식민지 산도밍고에서 노예 혁명이 일어나자, 투생은 그 지도자들 중의 하나가 된다. 그는 프랑스 군에 대항하기 위해 4천명의 흑인 군사를 이끌었다. 1개월간의 혈전으로 백인 1천명, 흑인 1만명 이상이 사망하고 사탕수수농장 200개와 커피농장 1200개가 파괴되었으나 흑인들의 승리로 이어졌다.
1793년 산도밍고를 침입했던 영국과 스페인군을 물리치는 데 프랑스를 돕는 조건으로 프랑스가 식민지에서 노예 제도를 폐지하는 협의를 이끌어냈다. 그해 8월 영국군과 스페인군의 침공을 방어하는데 성공하였다. 산도밍고 흑인들의 승리는 전 식민지로 확대되었다. 1794년 2월 4일 프랑스 제1공화국의 국민공회는 모든 식민지에서 흑인 노예제의 폐지를 선언하였다.
1796년 4월에 식민지를 프랑스 총독의 동의와 함께 다스렸다. 투생의 통치 시기 산도밍고는 자유와 평등을 쟁취한 흑인들이 만든 공화국답게 꾸준히 성장하였다. 1801년에는 헌법을 제정하여 노예제를 영원히 폐지하며 피부색에 관계없이 모든 사람은 평등하다고 선언했다.
그러나 나폴레옹 1세가 식민지의 통치권을 회수하려는 한편 산도밍고에서 노예 제도를 다시 실시하기 위하여 1802년 대규모 군대를 보냈다. 투생과 다른 투사들은 저항하며, 프랑스의 통치로부터 식민지의 자유를 얻기 위하여 혁명을 일으켰다. 그해 말 투생은 사로잡혔는데 이는 투생이 지나치게 순진했기 때문이었다. 프랑스군 사령관은 평화회담을 제안했는데, 투생은 순진하게도 평화회담에 응했다가 진지에 들어서자 사로잡혔던 것이다. 프랑스에서 투옥되어 1803년 4월 7일 옥사하였다.
장-자크 드살린이 투생의 뒤를 이어 혁명가가 되었고, 투생의 정신을 이어받은 민중들은 1803년 포르토프랭스를 해방했다. 1803년 독립선언을 채택했으며, 1804년 아이티 공화국을 선언하였다. 지금도 투생은 루베르튀르(개척자)라 불리며 존경받고 있다.

## 같이 보기
- 아이티 혁명
- 아이티 공화국
- 아이티 역사